# ふたごのオオカミ大冒険
「ふたごのオオカミ大冒険」（ふたごのおおかみだいぼうけん）は、1980年10月 - 11月に、NHKの音楽番組『みんなのうた』で放送された楽曲。

## 概要
原曲は1979年に開催された「第28回ゼッキーノ・ドーロ」に入賞した「Ululali Ululala」。日本では柴田陽平が訳詞、越部信義が編曲をそれぞれ手掛けた。映像は『北風小僧の寒太郎』などで知られる月岡貞夫製作によるアニメ。

## 再放送
断り書きのないものはすべて定時番組での再放送。
- 1984年10月10日（特集）
- 1985年2月 - 3月
- 1985年8月9日（特集）
- 2007年2月 - 3月
- 2015年10月3日・31日・11月28日（リクエスト）
- 2018年10月 - 11月
- 2021年11月

2007年以降、再放送時には画面両脇にサイドパネルを添えているが、映像は現在もデジタルリマスター化されていない。